# Viktor Naimark

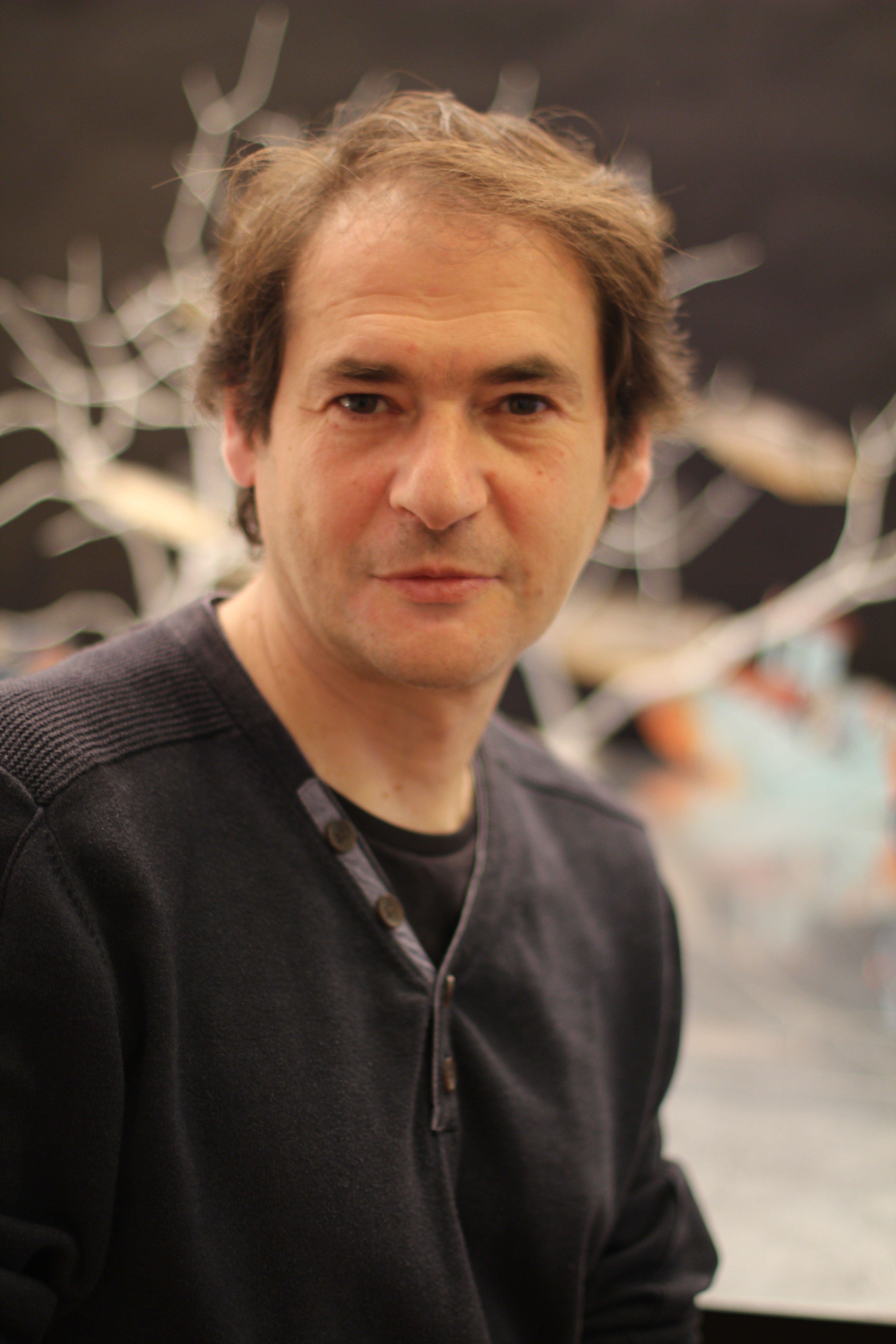
Viktor Naimark, 2017

Viktor Naimark (* 15. Juli 1963 in Leningrad) ist ein deutscher Maler, Bildhauer und Architekt russischer Herkunft.

## Leben und Werk
Viktor Naimark wuchs als Sohn eines Architekten und einer Professorin in Leningrad auf. 1978 bis 1981 besuchte er die Ioganson Kunstschule an der Repin-Kunstakademie. Ab 1981 studierte er an der Russischen Kunstakademie und machte 1987 seinen Abschluss zum Maler und Architekten.
1990 zog er nach Frankfurt und nahm die deutsche Staatsbürgerschaft an. Seit 1995 ist er Mitglied und seit 2008 Vorstand des Berufsverbandes Bildender Künstler (BBK).
Edda Rössler (M.A. Kunstgeschichte und Amerikanische Literatur) beschrieb während ihrer Rede zur Ausstellung Heute im Theater DIE SCHMIERE in Frankfurt am Main, die Werke Viktor Naimarks wie folgt: „Ständig guckten wohl Leonardo da Vinci, Tizian, Dürer und Michelangelo mit auf die Leinwand! Sicherlich eine große Herausforderung, aber der Kanon wurde vermittelt. Und beherrscht. Dann kam die eigene Bildwelt. Bei Viktor Naimark mit Stilmitteln der Klassischen Moderne. Die Ismen – Impressionismus – Expressionismus – Kubismus. Dennoch blieb er nicht gefangen in bestehenden Stilwelten. Sie beherrschen nicht ihn, er beherrscht sie und bedient sich ihrer. Ganz wichtig für ihn: Mit den Augen fühlen! Das wesentliche in einem Moment festhalten. Beobachten, darstellen, mit Herz und Verstand interpretieren. Sich dem Rausch des Moments hingeben, genießen und dennoch ein Fazit ziehen.“
Werke von Viktor Naimark sind in der Kunstsammlung des „GIZ“ und in zahlreichen Privatsammlungen in Deutschland, Israel, Frankreich, Niederlanden, Russland, Tschechien, USA und Kanada vertreten.

## Gruppenausstellungen
- 1984–87 Gruppe Monotyp, Krim
- 1992 Jüdische Gemeinde, Frankfurt am Main
- 1992 Musikinstitut und Galerie Stefanski, Königstein
- 1995 Galerie Baby K des Berufsverbandes Bildender Künstler, Frankfurt am Main
- seit 1996 Jahresausstellung des Berufsverbandes Bildender Künstler in der Paulskirche
- 1997 Jüdische Gemeinde, Frankfurt am Main
- 2001 Zwischen den Kulturen, GTZ, Eschborn
- 2002 Conjuntion-works, (Katalog), Hilton, Frankfurt am Main
- 2002 Von Ost nach West, Frankfurter Sparkasse 1822, Frankfurt am Main
- 2004 Galerie am Park, Frankfurt am Main
- 2006 Jüdische Galerie, Berlin
- 2008 Burg Kronberg, Galerie Schiffler
- 2011 „Blick nach Osten“, GIZ, Eschborn
- 2012 GeWo Galerie, Marburg
- 2013 Eine runde Sache, Galerie der bildender Künstler, Frankfurt am Main
- 2014 Aus-gezeichnet, Galerie der bildender Künstler, Frankfurt, (Katalog)
- 2016 Asyl ist Menschenrecht, Galerie der bildender Künstler, Frankfurt am Main

## Einzelausstellungen
- 1998 „Unter dem Mond“, Galerie der Heussenstamm-Stiftung, Frankfurt am Main
- 2000 „Zwischen Himmel und Erde“, Städtische Galerie Haus Seel, (Katalog), Siegen
- 2001 Exodus, Marktkirche, Hannover
- 2003 Galeriecafe Artpoint, Frankfurt am Main
- 2006 Galerie Maison du chevalier, Carcassonne, Frankreich
- 2007 „Zwischenwelten“, Galerie der Heussenstamm-Stiftung, Frankfurt am Main
- 2010 „Verlorene Maßstäbe“, Städtische Galerie Haus Seel, (Katalog), Siegen
- 2010 Innen(T)räume, Kunst in der Kapelle, Burgdorf
- 2016 Luminale, AtelierFrankfurt, zusammen mit Costa Bernstein
- 2016 Heute, Theater DIE SCHMIERE, Frankfurt am Main[1]

## Auszeichnungen
- 1997 Studienfahrtenpreis der Heussenstamm Stiftung für Frankfurter Künstler

## Magazinillustrationen
- Java Magazin

## CD-Cover-Illustrationen
- Album Brundibar-Eine Oper Fur Kinder – Collegium Iuvenum und Mädchenkantorei Sankt Eberhard, 1999
- Album Across Boundaries: Discovering Russia – Jascha Nemtsov, 2000